# SCP: Containment Breach
Pour les articles homonymes, voir SCP.
SCP - Containment Breach est un jeu vidéo de type survival horror en vue subjective, développé en langage Blitz Basic par Joonas Rikkonen, puis par les studios. Le jeu est inspiré par l'univers fantastique et plusieurs écrits de la Fondation SCP. Le jeu commença son développement vers mars/avril 2012, et sortit le 14 avril 2012. Le jeu servira de base pour tous les jeux s'inspirant de la Fondation SCP suivants SCP - Containment Breach.
Le joueur y incarne D-9341, un personnel de Classe-D. Les Classe-D sont des prisonniers condamnés à mort, mais qui, au lieu de cela, sont exportés en secret vers un site de la Fondation SCP. Au début du jeu, le joueur doit participer à un test sur le SCP-173, mais une brèche de confinement survient dans tout le site, laissant le joueur seul. Il devra alors se frayer un chemin dans les nombreux couloirs et salles du site. De nombreux SCP, dont SCP-173, sont déconfinés et errent à travers le site. Il devra aussi esquiver la Force D’intervention mobile "Nine-Tailed Fox", un commando d'élites de la Fondation SCP, qui a comme mission de sécuriser le site et tuer le joueur au moindre contact. Le jeu dispose de 4 fins différentes, chacune d'elles nécessitant de remplir certains objectifs.
Le jeu fut développé au départ par le finlandais Joonas "Regalis" Rikkonen. Après avoir été impressionné par le jeu « SCP-087 » pour son caractère terrifiant, il décida de créer sa propre version du jeu, « SCP-087-B ». Il décide alors d'aller plus loin, en créant un jeu intitulé « SCP - Containment Breach », codé sur le moteur Blitz3D. Globalement, le jeu a reçu de bonnes critiques. Même s'il est codé sur un moteur bas de gamme, il arrive néanmoins à rivaliser avec des jeux d'horreur à haut budget. Le jeu a ainsi figuré dans le top 50 des meilleurs jeux PC gratuits de PC Gamer, à la 22e place.

## Trame

### Univers
La Fondation SCP est une organisation secrète internationale fictive. Elle travaille en collaboration avec les grands gouvernements du monde pour dissimuler aux yeux du public objets et spécimens surnaturels tout en les contenant et en les étudiant à des fins scientifiques. Elle emploie ainsi notamment du « personnel de Classe D », des condamnés à mort utilisés comme ressource humaine dispensable pour les tâches expérimentales dangereuses,.
La Fondation classe les objets et entités sous sa garde selon un système de classes correspondant à la difficulté à contenir les effets anormaux d'un objet ou d'une entité. Les trois classes principales sont représentées dans le jeu :
1. Sûr (Safe) : Les objets de type Sûr sont aisément mis en quarantaine et facilement étudiés. Cependant, même les objets Sûrs peuvent présenter un danger s'ils sont mal manipulés.
2. Euclide (Euclid) : De par leur nature dangereuse, les objets de classe Euclide ne sont pas facilement mis en quarantaine et encore moins étudiés. Le confinement d'objets de classe Euclide est difficile ou peu fiable, et ils peuvent constituer un danger pour tout le personnel lors de leur manipulation. De manière générale, tout objet manifestant une conscience, un comportement autonome ou une quelconque sapience est à minima classé en classe Euclide.
3. Keter : Les objets de classe Keter sont les objets les plus dangereux et sont actuellement désignés par la Fondation comme « objets de nature hostile à toute forme de vie ». Ils sont impossibles à maintenir en quarantaine de façon fiable.

### Histoire

#### Préquel

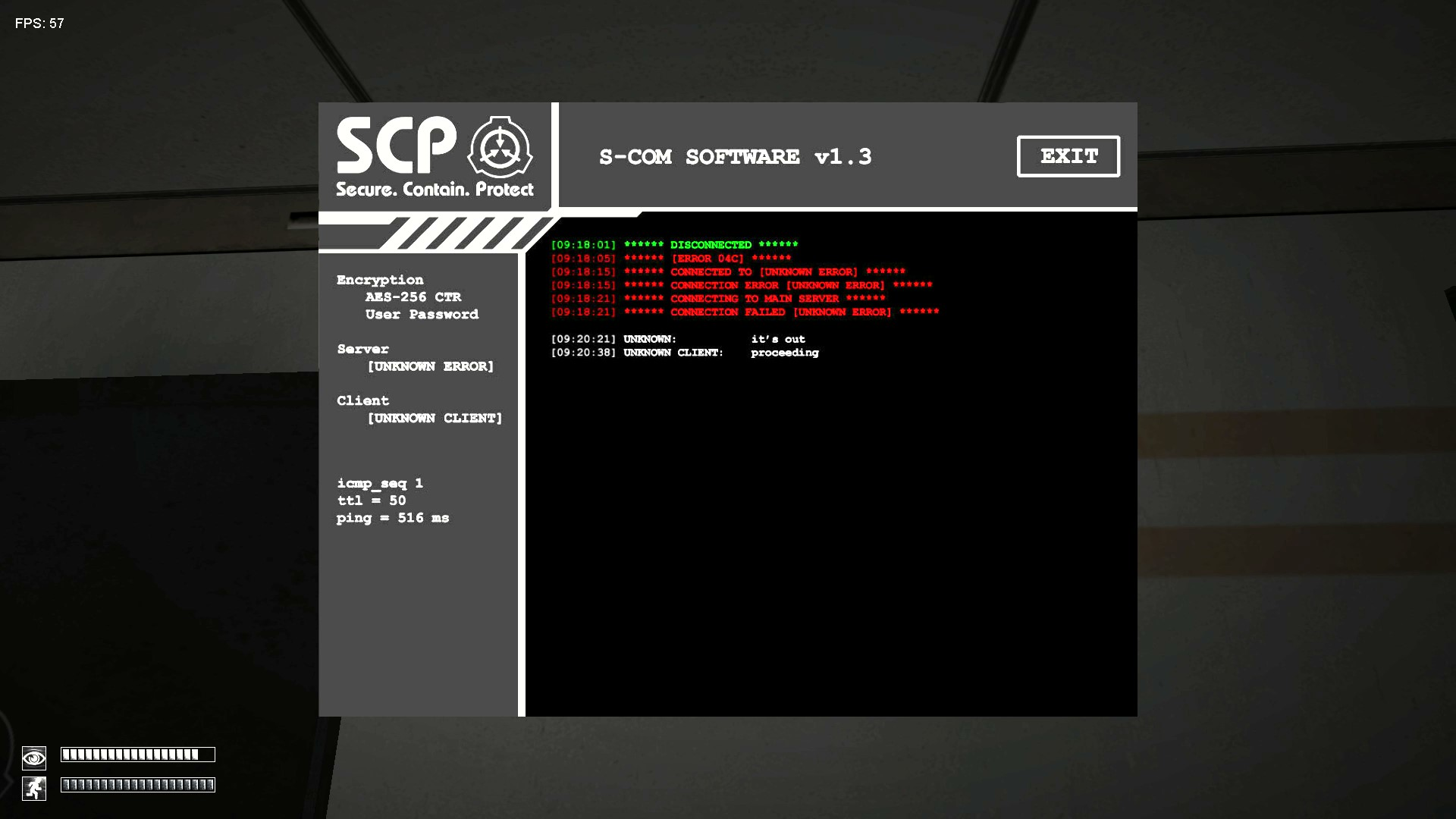
Conversation entre Skinner et Maynard.

La Fondation SCP a eu, auparavant, une multitude d'attaques dans les sites et secteurs de la Fondation, nécessitant le déplacement temporaire de plusieurs SCP du type Euclide et Keter vers un site inconnu, auparavant un site de recherche, jusqu'à qu'ils soient réparés et à nouveau opérationnels. Pour remédier à ce problème, une Force D'intervention Mobile, les NTF (les Nine-Tailed Fox, « Renard à neuf queues »), désignée sous le nom de code Epsilon-11, fut créé.
Le Dr Maynard, un scientifique, ainsi que l'agent de sécurité Skinner, rejoignent le site inconnu de la Fondation SCP, mais sont en réalités des agents de l'Insurrection du Chaos. L'Insurrection du Chaos est un groupe de personnes, hostile envers la Fondation SCP, qui cherche à capturer leurs SCP, probablement dans le but de les utiliser comme armes ou comme dispositifs de tortures. Le but des deux agents est de provoquer une brèche de confinement dans le site en question. Maynard, avec le département d'ingénierie et de services techniques, développe un concept appelé le « projet de site modulaire », permettant une refonte de la configuration de l'installation et de ses systèmes de sécurité afin de s'adapter à la charge de travail et aux chambres de confinement des SCP nouvellement déplacés. Tout au long du jeu, le joueur peut trouver des écrans d'ordinateur signalant les problèmes et les risques de ce projet, laissant à penser que Maynard a lancé ce projet afin de faciliter une brèche de confinement.
A 9h, à une date inconnue, l'agent Carey et l'agent de sécurité Skinner commencent leur quart de travail du matin en surveillant la chambre de confinement de SCP-106. Entre cette heure et 9 h 21, Carey part chercher du café à la cafétéria. Skinner profite de cette opportunité pour délibérément déconfiner SCP-106, provoquant le déclenchement de l'alarme à l'échelle du site et informe le chef de la sécurité Franklin de la violation. Skinner envoie alors un message au Dr Maynard disant, « C'est sorti. », faisant référence à SCP-106. Il s'enfuit alors vraisemblablement du site pendant que son personnel s'occupe de la brèche.

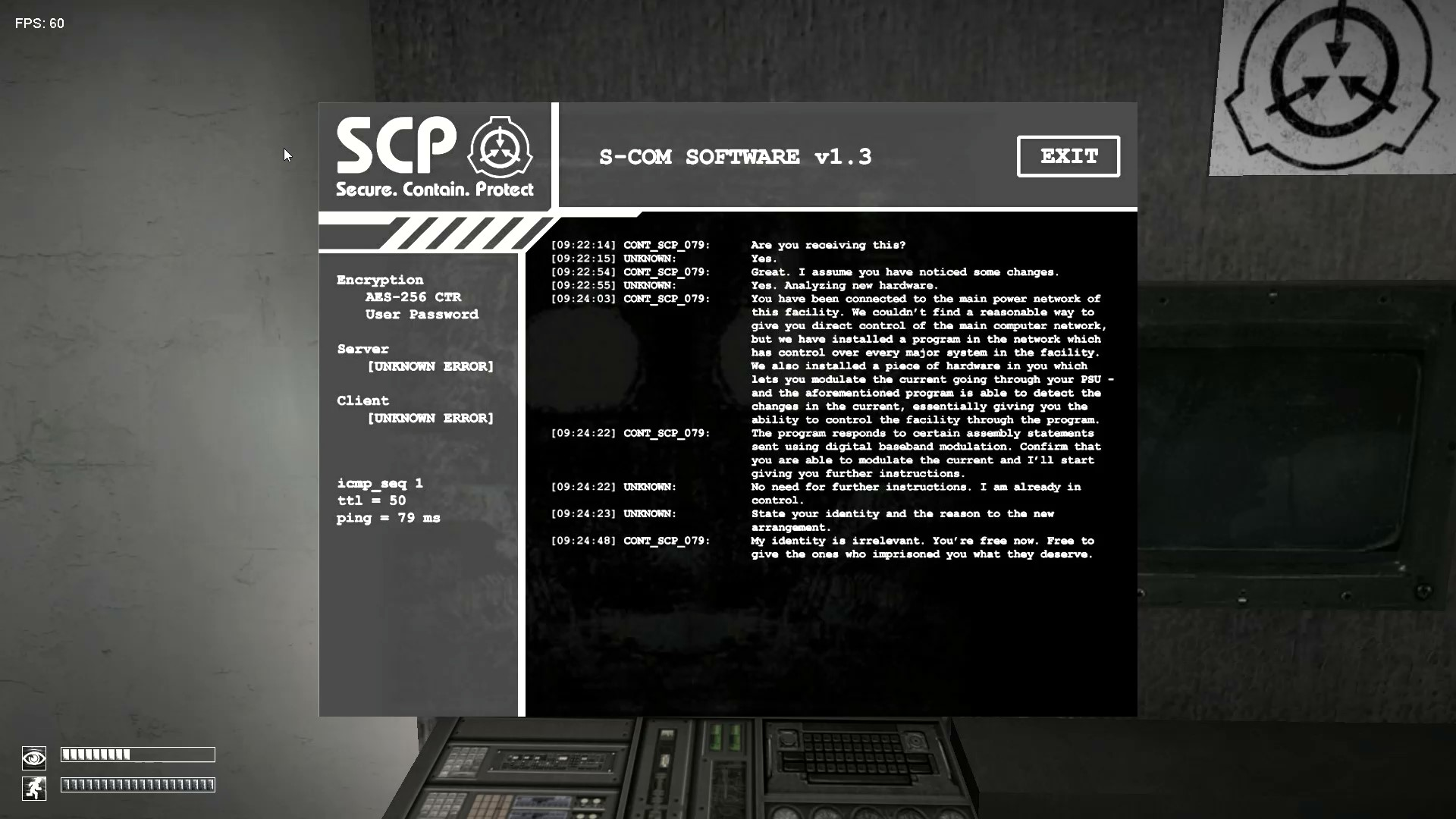
Conversation avec SCP-079 et Maynard.

Maynard répond « En cours », et va ensuite à la chambre de confinement de SCP-079. Il donne alors accès à SCP-079 à toute la Fondation SCP, et dit au SCP :« Tu es libre maintenant. Libre de donner à ceux qui t'ont emprisonné ce qu'ils méritent. » Maynard s'enfuit alors de la chambre de confinement.
Le SCP-106 est finalement re-contrôlé avec un sujet leurre et l'agent Carey est sanctionné pour avoir quitté son poste. Le site présume alors que l'agent Skinner a été enlevé par le SCP-106. Une demi-heure plus tard, le chercheur Ferguson remarque que les portes de la chambre de confinement du SCP-079 ont commencé à mal fonctionner. Il suppose que cela est dû au fait que le SCP-106 a endommagé ses portes, car il a traversé la chambre du SCP-079 pendant la brèche. A l'insu du reste du site, le SCP-079 maintient en fait les portes anti-explosion fermées.

#### Début du jeu

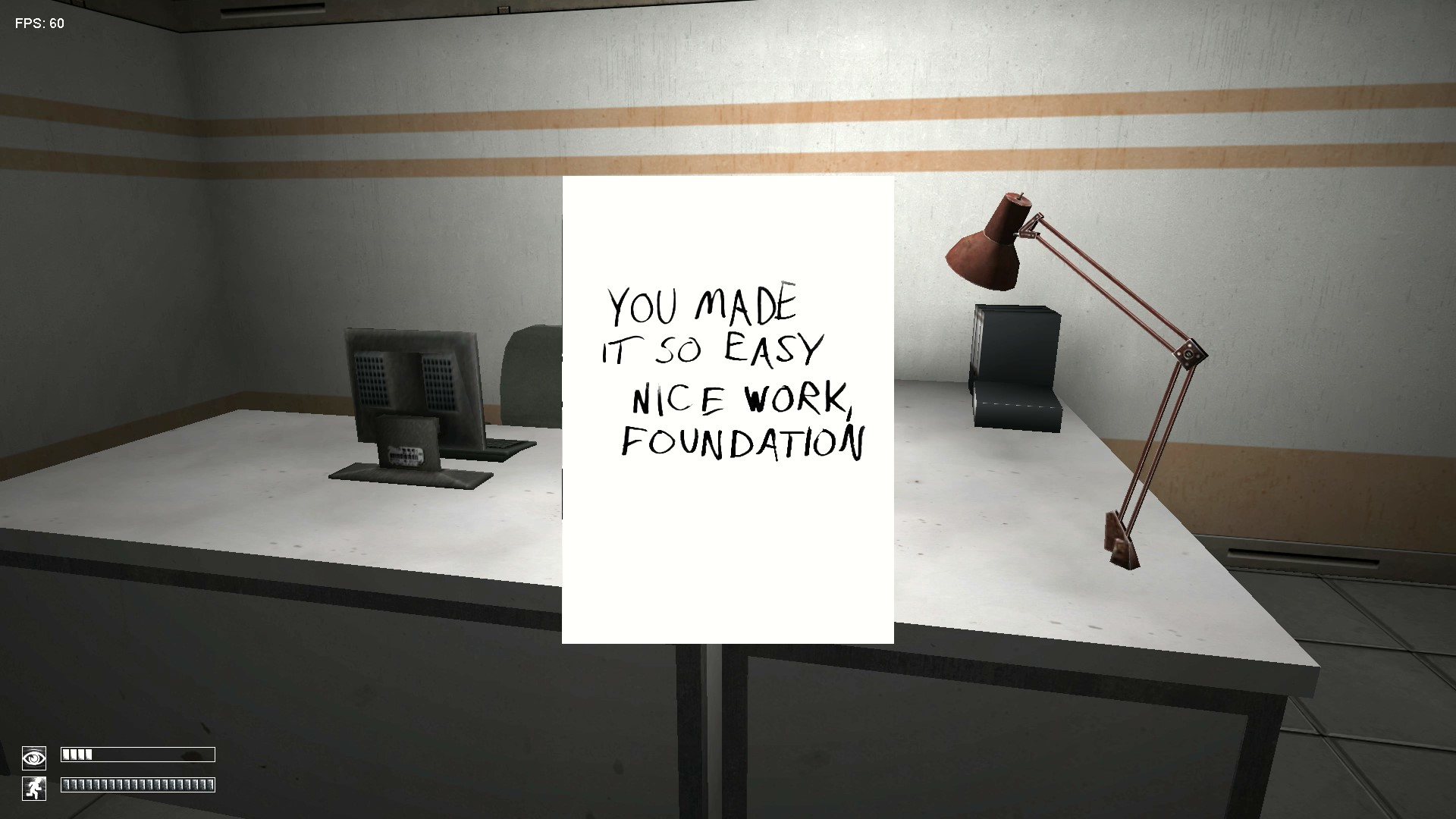
La note de Maynard.

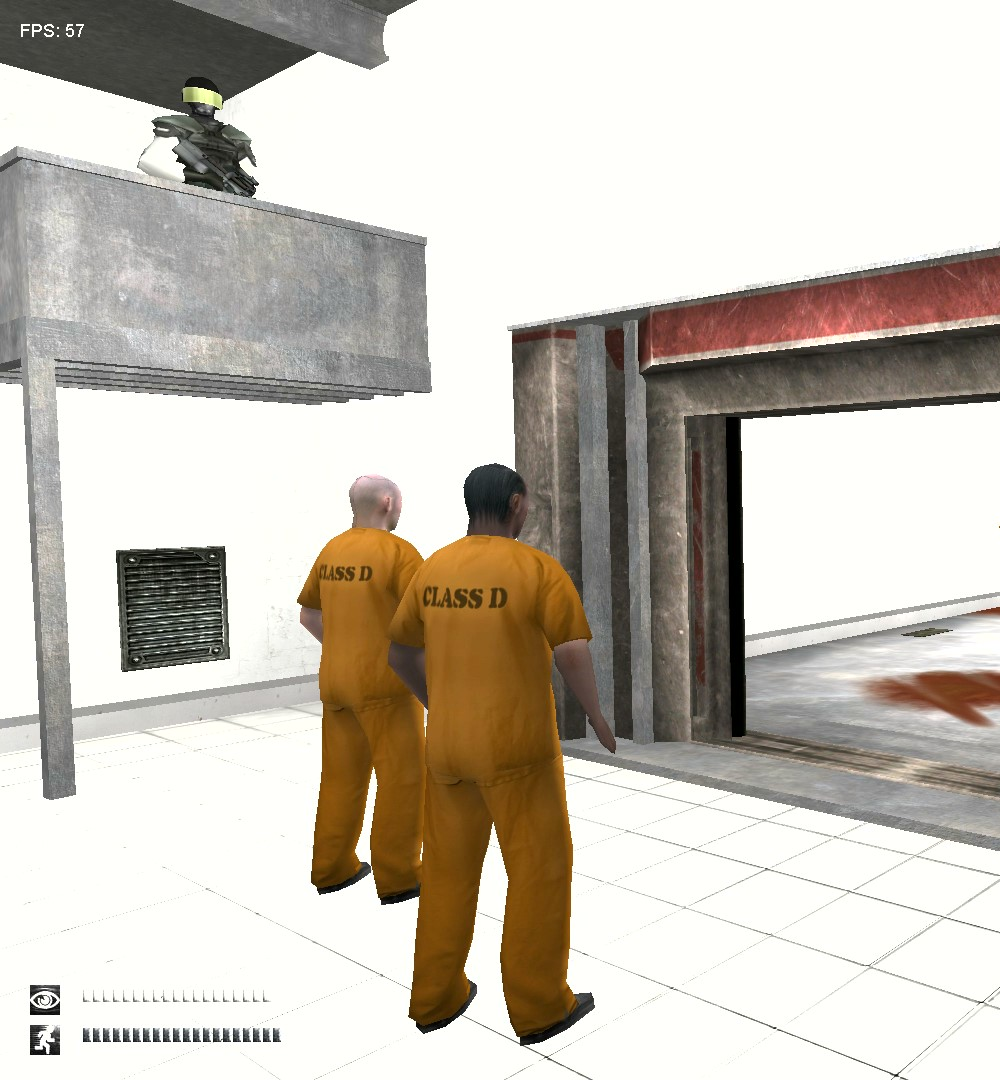
D-9341 et les deux autres Classe-D rencontrent SCP-173 pour la première fois.

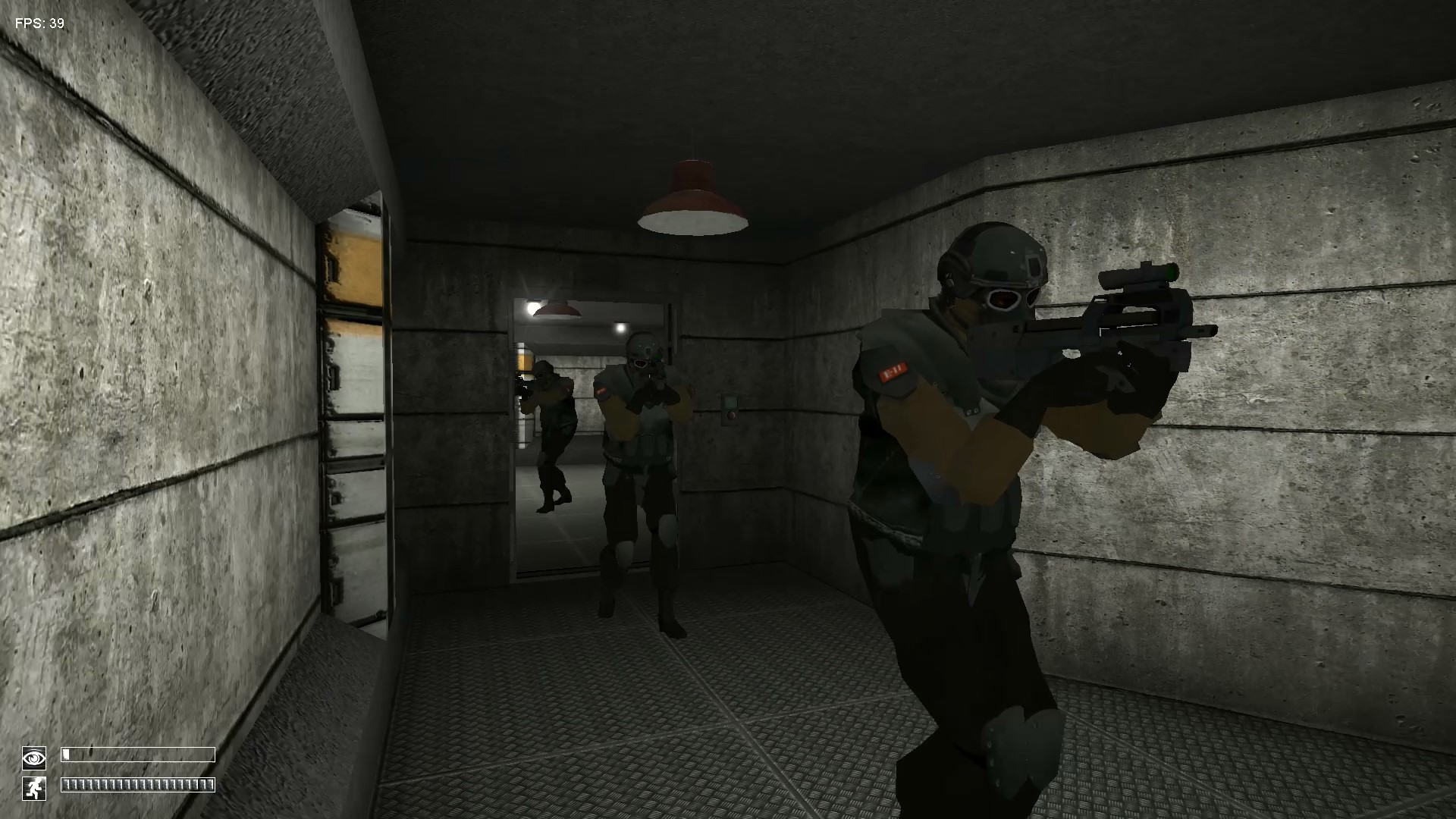
Les Nine-Tailed Fox.

Quelque temps après le déconfinement du SCP-106, le même jour, le Classe-D D-9341 (le personnage que le joueur incarne), ainsi que deux autres Classe-D, doivent subir un test sur le SCP-173. Pendant que le joueur (D-9341) traverse les couloirs, accompagné de gardes, un scientifique peut être entendu parler à quelqu'un d'autre de la brèche de SCP-106. Le scientifique mentionne n'avoir jamais entendu parler d'un agent Skinner et révèle que le Dr L. avait été secoué après la brèche, lui causant des hallucinations auditives. Le Classe-D arrive devant la chambre de confinement, avec les deux Classe-D déjà présents. Au moment où le test commence, une défaillance sur la porte lourde de confinement survint, se ré-ouvrant lorsque les gardes la ferment. SCP-079 déclenche alors une défaillance de confinement à l'échelle du site, déconfinant ainsi tous les SCP. Le site est alors immédiatement mis sous verrouillage et des Nine-Tailed Fox sont envoyés sur le site peu de temps après pour confiner à nouveau les SCP échappés et mettre fin à tous les Classe-D qu'ils rencontrent, dont le D-9341.
Dans la « Pocket Dimension » de SCP-106, à ce moment-là de nouveau en liberté dans la Fondation, le Classe-D peut faire la rencontre d'un document corrodé, indiquant le code d'accès du bureau de Maynard, et ce qui laisse également penser que Maynard fut attrapé par SCP-106. Si le joueur se rend dans le bureau, il trouvera une note, marquée dessus « VOUS L'AVEZ RENDU SI FACILE, BIEN JOUÉ LA FONDATION », le « L' » référant à la brèche de confinement. Plusieurs notes laissées par le Dr L. révèlent qu'il a commencé à devenir fou après le début de la brèche et qu'il a rencontré SCP-106 à plusieurs reprises, avant d'être également enlevé par celui-ci.

#### Fins du jeu
Quatre fins du jeu existent, et le joueur peut entendre des enregistrements en arrière plan des crédits, spécifiques à chaque fin.

##### Fins de la Gate A
Deux fin existent à la Gate A : Si SCP-106 est toujours déconfiné, lorsque D-9341 arrive à la surface par la Gate A, SCP-106 fera son apparition, et essaiera de s'échapper de la Fondation, mais une arme sur-puissante des Forces d'Intervention Mobile (FIM), la Tourelle HID, arrive à neutraliser SCP-106, le forçant à aller dans sa dimension de poche. D-9341 devra prendre les escaliers sur le côté gauche de la sortie pendant que cela se produit, profitant ainsi de la distraction offerte par SCP-106. En descendant les escaliers, D-9341 trouvera une porte qui mène à un tunnel de service. Au même moment, plusieurs militaires FIM repéreront D-9341 et le poursuivront dans le tunnel. Trois agents de l'Insurrection du Chaos apparaissent subitement, et disant à D-9341 qu'il en sait trop pour être tué. On ne sait pas ce que l'Insurrection du Chaos prévoit de faire avec D-9341 par la suite.

Si SCP-106 a été reconfiné par D-9341, lorsque D-9341 arrive à la surface part la Gate A, les FIM l’arrêteront immédiatement, lui disant de ne plus bouger. L'écran de fin lit un enregistrement d'un journal de test dans lequel un scientifique discute de D-9341. Il mentionne la capacité de D-9341 à prédire et à surmonter les menaces dangereuses générées par la brèche de confinement. Le journal se termine par le scientifique mentionnant que la classification de D-9341 en tant que sujet SCP est envisagée.

Fin Gate A, avec SCP-106 déconfiné
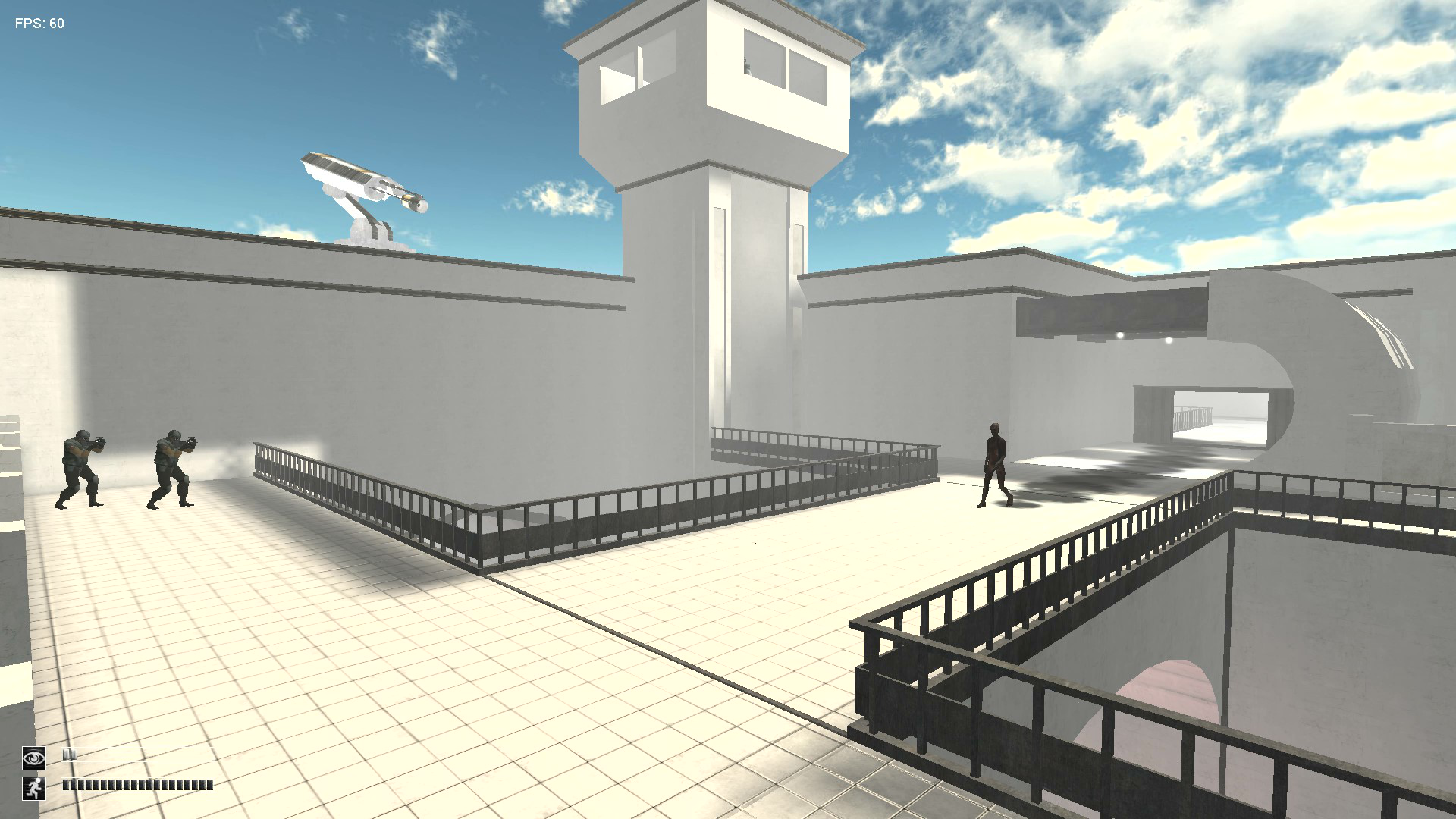
L'arrivée de SCP-106 à la Gate A. La Tourelle HID est sur le point de tirer.
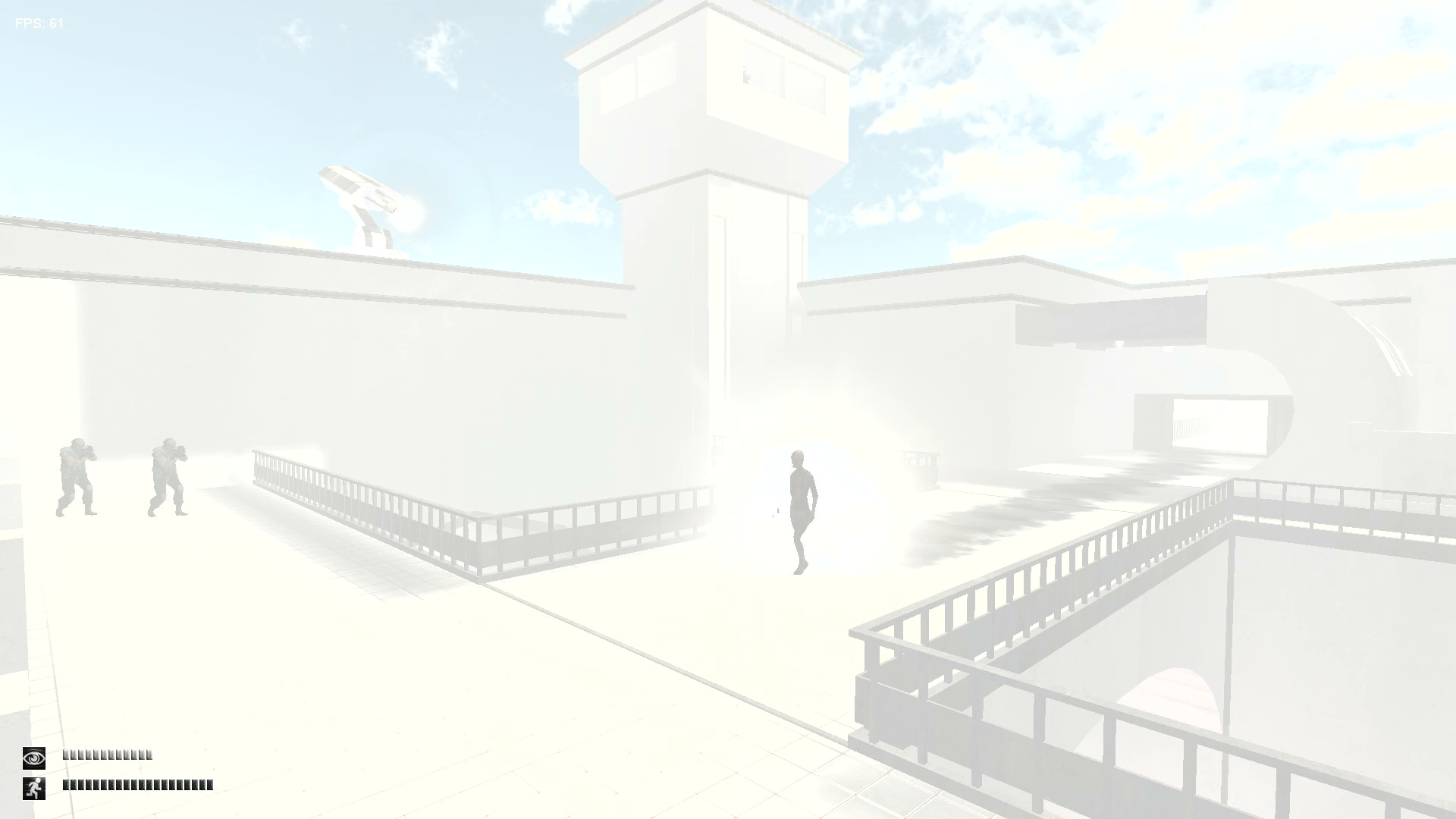
SCP-106 se faisant tirer dessus par la Tourelle HID.

##### Fins de la Gate B
Deux fin existent à la Gate B : Lorsque D-9341 arrive à la Gate B, une voix sur l'interphone annonce que SCP-682 s'est évadé du site, et que l'Ogive Alpha explosera dans 90 secondes. Si D-9341 n'a pas désactivé l'Ogive, un flash lumineux et une explosion retentit alors, marquant l'activation de l'Ogive, et D-9341 meurt dans l'explosion. SCP-682, lui, a survécu à l’explosion.

Si D-9341 a éteint l'Ogive, l'explosion ne se produira pas, et l'interphone ordonnera à toutes les unités de la FIM de retourner à la Gate A pour gérer SCP-682. À la suite de l'annonce, un groupe MTF non identifié (vraisemblablement Cloud Nine), ou un autre Apache localisera D-9341 et le tuera, mettant fin au jeu avec une transmission clarifiant qu'un Classe-D errant a été terminé.
- Fin Gate B, avec Ogive Alpha activée

### Principaux SCP visibles en jeu

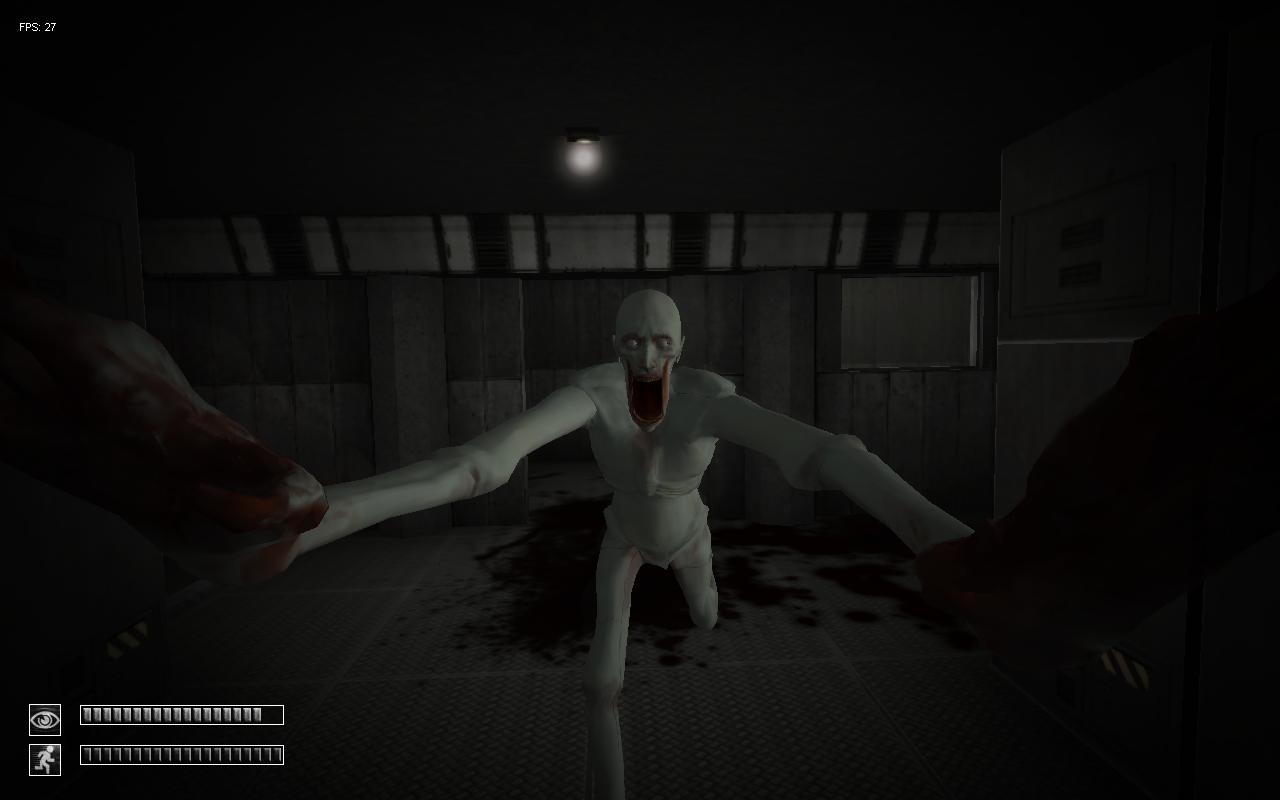
Le joueur se faisant attaquer par SCP-096, s’apprêtant à mourir dans la seconde à venir.

Plusieurs objets SCP apparaissent dans le jeu et font partie de ses mécaniques :
- SCP-173 (La Statue) : (Euclide) C'est le premier SCP que le joueur rencontre dans le jeu. C'est une statue beige en béton armé avec de la peinture sur la tête. Si SCP-173 est observé physiquement, il ne bougera pas. Si le contact visuel est rompu (même par un clignement d'œil), il se déplacera très rapidement vers l'entité vivante la plus proche pour lui briser la nuque. (l'apparence de la statue est basé sur la sculpture "Untitled 2004" d'Izumi Kato).
- SCP-049 (Le Docteur de peste) : (Euclide) Une entité humanoïde ressemblant aux "Docteurs de la Peste" du XVe ou XVIe siècle en Europe. Il peut tuer les humains par simple contact physique et pratiquer sur ses victimes une chirurgie incomprise pour les ramener à la vie en tant que zombies (nommés SCP-049-2). Les effets de ce SCP peuvent cependant être réduits par le SCP-714 (l'anneau de jade).
- SCP-035 (Masque possessif) : (Keter) Un masque émotionel qui éjecte un liquide noir dont l'origine du lique est in connue. Ce masque force toute personne à proximité de celui-ci à le porter. Toute personne portant le masque tombe en état de mort cérébrale et voit son corps se décomposer rapidement alors qu'il est contrôlé par le masque.
- SCP-008 (Peste zombie) : (Euclide) Une souche de virus confinée et étudié par la Fondation. Tout humain infecté par ce virus y succombera lentement pour ensuite se réanimer sous forme de zombie pouvant propager le virus.
- SCP-096 (L'Homme timide) : (Euclide) Une entité humanoïde d'environ deux mètres trente-quatre de haut. Si son visage est observé de n'importe quelle façon, il s'enragera, et se déplacera rapidement à la position de l'observateur pour le tuer violemment.
- SCP-106 (Le Vieil Homme) : (Keter) Une entité humanoïde semblant être un vieil homme dans un stade avancé de décomposition pouvant traverser n'importe quelle matière. Il chasse lentement mais sûrement le joueur de temps à autre. Après avoir attrapé une proie, il emmène celle-ci dans sa "dimension de poche".
- SCP-513 (Une sonnaille) : (Euclide) Cloche rouillée qui, lorsqu'elle émet un son, donne des visions de plusieurs humanoïdes nommés SCP-513-1 à quiconque assez proche de la cloche pour l'entendre.
- SCP-012 (Une mauvaise partition) : (Euclide) Une partition manuscrite incomplète d'une œuvre musicale. Cette partition crée une démence chez quiconque s'en approche, au point de vouloir terminer la mélodie par tous les moyens, généralement avec son propre sang après avoir utilisé tous les objets alentour permettant d'écrire, au point de se laisser mourir.
- SCP-079 (Vieille IA) : (Euclide) Un vieil ordinateur doté d'une intelligence artificielle sophistiquée ne cessant d'évoluer malgré la capacité de calcul et de mémoire faible de son support actuel. Il a pris le contrôle du site et fermera/ouvrira les portes pour entraver votre progression.
- SCP-294 (La Machine à café) : (Euclide) Une machine à café se trouvant à la cafétéria de la Fondation. Il peut distribuer des boissons comme de l'eau, du café, du soda, de la lave... Ce que l'utilisateur demande sera distribué, seulement si la substance demandée existe à l'état liquide.
- SCP-682 (Reptile difficile à détruire) : (Keter) Une grande créature vaguement reptilienne d'origine inconnue. Elle semble être extrêmement intelligente, et a été observée discutant de manière complexe avec SCP-079 au cours de leur bref contact. SCP-682 semble vouer une haine à toute forme de vie, et l'a exprimé dans plusieurs interviews au cours de son confinement. On peut l'observer et l'entendre brièvement lors de certaines fins.
- SCP-914 (Le Mécanisme d'horlogerie) : (Sûr) Une machine complexe pouvant améliorer ou détériorer n'importe quel objet inséré à l'intérieur selon la configuration choisie (Très Grossier, Grossier, 1:1, Fin et Très Fin), indispensable à la progression du joueur.
- SCP-990 (Le Rêveur) : (Keter) Un humanoïde apparaissant dans un écran de chargement de début avant que D-9341 se réveille. Note: Avant le réveil de D-9341, une phrase écrite en lettres et en nombres changeant ses caractères se trouve en bas de la représentation de SCP-990.
- SCP-420-J (Le Meilleur ████ du monde) : (Sûr) Un joint.
- SCP-939  (À Plusieurs Voix) : (Keter) Un quadrupède recouvert d'une peau rouge, semblable à des tissus musculaires. Il possède une grande mâchoire, mais ne possède pas d’yeux, ce qui le rend aveugle. SCP-939 se repère grâce à son ouïe extrêmement développée, lui permettant de détecter les moindres sons. Il n'attaque que si vous faites du bruit. Courir ou marcher bruyamment augmentera vos chances d'être repéré. En revanche, se déplacer discrètement en s'accroupissant  réduira les chances qu'il vous entende et vous prenne pour cible.
- SCP-1048-A (Ours en peluche) : (Keter) Un scp ayant l’apparence d’un ours en peluche qui peut être rencontré dans un couloir. Il essayera de vous tuer en vous asphyxiant sans vous toucher.

## Système de jeu

### Barre de clignement
Le clignotement des yeux est un mécanisme de base, permettant de rajouter au joueur une contrainte lorsqu'il rencontre SCP-173. SCP-173 peut uniquement se mouvoir si aucun contact visuel direct est établi. Ce qui fait donc que si le joueur rencontre SCP-173, le joueur doit être à bonne distance, pour éviter que SCP-173 n'arrive jusqu'à lui pendant qu'il cligne des yeux. Il est possible que le joueur cligne manuellement des yeux en appuyant sur la touche Espace du clavier, recommençant le cycle de clignement de yeux depuis le début. Cela peut se révéler pratique si le joueur croise SCP-096, et si le joueur est traqué par SCP-372, il peut le voir s'égarer par exemple.

## Développement
Le jeu a été créé à l'origine par le développeur finlandais Joonas "Regalis" Rikkonen. Avant de créer SCP - Containment Breach, Rikkonen avait joué au jeu SCP-087 (basé sur le SCP-087, une cage d'escalier apparemment sans fin et l'entité mystérieuse qui s'y cache) et avait été impressionné par le caractère terrifiant du jeu, compte tenu de son principe relativement simple. Rikkonen a décidé de travailler sur sa propre version, qu'il a publiée sous le nom de SCP-087-B. Ce mini-jeu est devenu si populaire qu'il a décidé de travailler sur un jeu plus important comprenant plus de SCP. Rikkonen a commencé à concevoir son jeu en Blitz3D parce que, selon ses propres termes, « j'étais trop paresseux pour commencer à apprendre un autre langage ou un autre moteur ». Au cours de la conception du jeu, Rikkonen a décidé que l'ennemi principal serait le SCP-173 parce qu'il s'agissait d'un de ses préféré. Il a ainsi pensé que l'intégration d'une fonction de clignement des yeux dans le programme rendrait le jeu plus intéressant.
Le jeu est très atmosphérique, car Rikkonen a estimé que la meilleure façon de créer un jeu vraiment effrayant serait de se concentrer sur l'environnement et l'ambiance sonore, plutôt que sur les monstres exclusivement. Dans une interview accordée au magazine Edge, il a déclaré : « Je pense que l'une des choses qui rendent Containment Breach si effrayant est que le joueur n'est presque jamais en sécurité, et que le moindre faux pas peut mettre fin au jeu. Vous devez constamment rester à l'affût de SCP-173, en écoutant tout bruit de raclement et en regardant attentivement autour de vous lorsque vous entrez dans une nouvelle pièce. La carte générée aléatoirement et les événements placés au hasard contribuent également à rendre CB effrayant. Peu importe le nombre de fois où vous y jouez, vous ne pouvez jamais être sûr à 100 % de ce qui va se passer. J'ai également passé beaucoup de temps à rechercher et à créer les sons et les clips musicaux du jeu. L'atmosphère est l'un des éléments clés d'un bon jeu d'horreur, et un paysage sonore bien fait ajoute beaucoup à l'atmosphère. » Et bien que Rikkonen ait trouvé qu'il s'agissait d'un « moyen un peu facile de faire peur aux gens », il a implémenté un certain nombre de jump scares pour "tenir les joueurs en haleine". Il a expliqué : « Lorsque vous faites un jeu sur une créature qui vous charge à une vitesse surnaturelle lorsque vous ne la regardez pas, vous êtes obligé d'avoir des jump scares. »
Lorsque Rikkonen a commencé à travailler sur le jeu, il était en train d'obtenir son diplôme d'études secondaires supérieures. Même s'il aimait créer des jeux, il avait toujours considéré cela comme un simple passe-temps et une "chimère". Cependant, après le succès du jeu, Rikkonen a décidé de poursuivre la programmation de jeux à l'université de Turku.
Au cours de son développement, SCP - Containment Breach est devenu l'effort combiné de sa communauté, s'appuyant largement sur le contenu créé par la communauté pour ses mises à jour,.
Après la sortie de la v1.3.11, le développement de la v1.4, censée être la dernière mise à jour, a commencé. À la suite de conflits internes au sein de l'équipe de développement, un membre de Third Subvision Studios a été suspendu de toute activité sur le jeu, ce qui a entraîné le retrait de Third Subvision Studio du projet. Le développement s'est poursuivi avec une équipe considérablement réduite, les plans pour la 1.4 ayant changé une multitude de fois. La v1.4 est développée sur un nouveau moteur de jeu personnalisé appelé PGE ("pulsegun engine").
Mais depuis 2018, le développement du jeu semble avoir cessé.

## Accueil
Le jeu a reçu des critiques généralement positives. Le site Web de jeux Rock, Paper, Shotgun a déclaré : « C'est Warehouse 13 sans les plaisanteries et les bizarreries, mais avec beaucoup plus de panique, de cris et de cachettes face à des créatures faites de dents et de fil de fer », ajoutant qu'« il a un modèle et une texture assez faibles pour le moment, mais espérons qu'il se transformera en une collaboration massive ». Le magazine Edge a donné une critique positive du jeu, le qualifiant de « titre indépendant réalisé avec le moteur bas de gamme Blitz3D qui produit une créature d'apparence bon marché », mais ajoutant qu'il « parvient d'une certaine manière à être plus effrayant que la plupart des jeux d'horreur récents à gros budget réunis ». Jay Is Games a écrit que si le jeu n'était « pas parfait et encore un peu bugué », il a néanmoins « de sérieux moments de terreur inarticulée et grinçante ». Nicholas Greene de GeekInsider a écrit un article positif sur la jouabilité, applaudissant particulièrement l'utilisation du minuteur de clignotement. Greene a également noté que son « aspect quelque peu désuet ne le rend absolument pas moins effrayant ».
Le jeu a figuré dans le top 50 des meilleurs jeux PC gratuits de PC Gamer, à la 22e place, indiquant que « la puissance de Containment Breach est doublée par l'utilisation du mythos SCP : un ensemble d'histoires inventées (ou non ?) sur Internet concernant des horreurs et des monstres enfermés par une organisation obscure ». Avec la sortie de la version 0.8 fin 2013, Ian Birnbaum de PC Gamer a une nouvelle fois réitéré les éloges du site à l'égard du jeu, le qualifiant d'« excellemment effrayant ».

## Postérité
Le studio Regalis déclare avoir souhaité faire une « amélioration » du jeu SCP-087 B(inspiré de SCP-087 par Haversine) avec le même moteur (même s'il fut changé plus tard au cours du développement) et en y incluant d'autres SCP.